# 169P/NEAT
169P/NEAT, komet Jupiterove obitelji, objekt blizu Zemlji